# بوهدان ملنیک
بوهدان ملنیک (اوکراینی: Богдан Олегович Мельник؛ زادهٔ ۴ ژانویهٔ ۱۹۹۷) بازیکن فوتبال اهل اوکراین است.
از باشگاه‌هایی که در آن بازی کرده‌است می‌توان به باشگاه فوتبال فورسکلا پولتاوا اشاره کرد.
وی همچنین در تیم‌های ملی فوتبال Ukraine national under-16 football team و Ukraine national under-19 football team بازی کرده‌است.